# Michel Gohou
Michel Gohou Doukrou, né le 10 décembre 1963 à Djatégnoa, dans la périphérie de Gagnoa en Côte d'Ivoire, est un acteur, réalisateur, producteur de cinéma et scénaristeivoirien.

## Biographie

### Enfance et études
Michel Gohou Doukrou, né le 10 décembre 1963, est issu d'une famille de cultivateurs ivoiriens de l'ethnie Bété. Sa mère est d’origine Burkinabè. Quatrième d'une fratrie de six enfants, il passe son enfance à Gagnoa. Il est un enfant timide et réservé en raison d'une malformation physique.

## Parcours professionnel
En 1993, Michel Gohou décide de contester l'adage selon lequel le théâtre ne permettait pas de subsister. Avec une détermination farouche et un dévouement sans faille, il rencontre Daniel Cuxac et intègre la troupe des Guignols d'Abidjan. Il occupe le rôle principal de la troupe et tourne dans la série Ma famille, souvent jouant le rôle de marié à Nastou Traoré dans les Guignols et à Clémentine Papouet dans Ma famille. En 2007, il tourne une nouvelle série appelée le Gohou Show.
Son talent dépasse les frontières géographiques, et sa renommée s'étend bien au-delà de la Côte d'Ivoire. Il est souvent sollicité pour des projets et des collaborations, notamment en Europe, où son humour unique et son charisme sur scène ont attiré l'attention de nombreux spectateurs à travers le monde.
Dans le cinéma, Michel Gohou a marqué son passage avec le film Laurent et Safi, réalisé par Anton Vassil et sorti en 2015.
Depuis 2016, Michel Gohou joue le rôle de premier vice-président dans l'émission Le Parlement du Rire sur Canal+, aux côtés de Charlotte Ntamack, Digbeu Cravate et Mamane,.
Michel Gohou est connu pour ses rôles dans les films Kin La Belle, Faso Furie (2012) et Black Snake: La légende du serpent noir (2019).

## Caractéristiques et reconnaissance
Aujourd'hui, Michel Gohou est considéré comme une icône du cinéma d'Afrique francophone et est surnommé "Le Louis de Funès Africain"[réf. nécessaire].
Sa participation au premier festival international du rire[Lequel ?][Quand ?], baptisé "Les Scènes de Gougou", a ajouté une dimension exceptionnelle[réf. nécessaire] à l'événement. En tant que figure emblématique de la comédie en Côte d'Ivoire et au-delà, sa présence a sans aucun doute attiré l'attention et suscité l'enthousiasme des spectateurs du 20 au 25 novembre 2023.
Les réalisations de Michel Gohou sont nombreuses et variées, et elles ont contribué à établir son statut comme l'une des figures les plus respectées et appréciées de la comédie en Afrique francophone.

## Vie privée
Michel Gohou est marié et père de six enfants,,.

## Filmographie
- Laurent et Safi
- Ma Famille
- Façon tu viens au pouvoir c'est comme ça tu t'en vas
- Coup de force
- Coco beach 1 et 2
- Destin croisé d'une vie
- Qui a osé draguer la femme de Gohou 1 et 2
- La femme de mon patron
- Le scorpion
- Lago le terrible
- Le villageois 1 et 2
- Dieu est avec nous 1 et 2
- Le vieux t’exagère 1 et 2
- La famille Sekouba 1 et 2
- Ma fille n'est pas à vendre 1 et 2
- Affaire sur batterie
- Mon chat n'attrape plus de souris
- La vie d'artiste
- La soif du pouvoir 1 et 2
- Djinamori
- Coupables traditions
- Le sucre de Paris
- Le faux agent municipal
- Le blanchisseur
- Ce qui est dit est dit
- Coup d'état
- Gnafou gnafou
- Le fourneau
- Les malfrats 1 et 2
- Nous za fous de ça
- Panier a crabes
- Les Guignols d'Abidjan
- Tchoko tchoko y a pas match
- Toi même tu sais
- Les coépouses 1 et 2
- L'escroc ( 1 et 2 )
- Mon ingrate de femme
- Cauphy Gombo
- C'est l'homme qui fait l'homme.
- Gohou Show
- Les mariés du net
- Les mariés du net 2 (les mariés pas net)
- Maquis le Dromikan V3
- Un homme pour deux sœurs
- Danger permanent
- Dr Boris
- Le choix de Mariane
- Une famille sans scrupules
- L'Escroc
- Trio de Choc - Scandale dans la famille
- La cour commune
- Les Dragueurs
- Marco et Clara
- Mon père a pris ma femme
- Pardon ! je t'aime
- Invités surprises
- Amour et Trahison
- Braquage à l'africaine
- Affaire de Femmes
- Haaa le Pouvoir!!!
- Quand les éléphants se battent avec Adrienne Koutouan (Etalon d'or au FESPACO, Série TV de 108 épisodes)
- Gohou Show (4 épisodes)
- Un mari pour deux sœurs
- Bienvenue au Gondwana, de Mamane (2016), avec Digbeu Cravate
- Black Snake de Thomas N'Gijol et Karole Rocher

- Le gendarme d’abobo

## Distinctions
- Chevalier de l'ordre de mérite culture de Côte d'Ivoire en 2019[11],[12].
- Prix d'excellence pour le cinema et les arts visuels en 2021[13]
- 2020, Gohou Michel fut honoré avec deux distinctions à African Talent Awards[14].